# 安全快门
通常情况下，安全快门是指在摄影时使手持相机拍摄出的照片不模糊的最低快门速度。

## 简介
在摄影的时候，经常会出现拍摄出的照片模糊不清或有严重拖影的情况。排除掉脱焦的因素，则很有可能是因为拍摄时所采用的快门速度没有达到安全快门。
如果拍照时的快门速度低于安全快门数值，那么很有可能由于手的抖动导致照片拍糊。

## 计算
一般认为,安全快门的计算方法为：安全快门 = 1 / 等效焦距，这是一个经验公式。
例如：在使用佳能 EOS 60D 配合50mm定焦镜头拍摄时，安全快门为： 1/（50mm×1.6）=1/80秒
其中1.6为佳能APS-C画幅型相机的焦距转换系数。
但是，在实际摄影的过程中，安全快门往往并没有一个非常严格的计算公式，在使用某一快门速度时候，只要拍摄出的照片不因手的抖动而模糊，就可以将这一快门速度称为安全快门。对于可以拍摄具有更高像素照片的数码相机，需要适当提高快门速度，以避免细节模糊。